# Pedro de Ibarra
Pedro de Ibarra (Salamanca, c. 1510 — 1570) foi um arquiteto renascentista, filho de outro arquiteto famoso, Juan de Álava. Foi discípulo de Juan de Herrera e colaborou com ele na construção do Mosteiro do Escorial.[carece de fontes?]